# Francisco Martín Arrúe
Francisco Martín Arrúe (Burgos, 2 de abril de 1850-Madrid, 29 de septiembre de 1915) fue un militar, escritor e historiador español.

## Biografía
Nació en 1850 en Burgos. Teniente coronel de infantería, fue profesor de la Escuela Militar de Toledo y miembro de la Real Academia de la Historia, correspondiente primero y luego de número. Fue autor de numerosas obras históricas, militares y novelescas, además de colaborador en la prensa militar y en revistas como La Ilustración Española y Americana y Nuevo Mundo. Entre su producción se encontró un Curso de historia militar, además de obras como Historia militar de España, Historia del Alcázar de Toledo (en colaboración con el coronel Olavarría y Huarte), Conquista de Toledo, El Rey D. Pedro I de Castilla, Campañas de Pedro Navarro, Los prisioneros de Rocroy, La conquista de Oran, Los extremeños en la conquista de América, Batalla de Moock, Guerra ruso Japonesa, Campañas del duque de Alba y Guerra hispano-marroquí. Falleció el 29 de septiembre de 1915 en Madrid y fue enterrado en la sacramental de San Lorenzo y San José.